# 蘿崗区
蘿崗区（らこうく）は中国広東省広州市に嘗て存在した市轄区である。その前身は広州経済技術開発区であった。
元区政府所在地は夏港街道志城大道303号にあったが、後に香雪三路1号に移転した。

## 歴史
- 1984年 - 広州経済技術開発区として発足。
- 2005年5月 - 蘿崗区が発足。
- 2014年2月12日、黄埔区に編入、蘿崗区は廃止された。

## 行政区画
合併時には5街道、1鎮を管轄していた：
- 街道
  - 蘿崗街道、夏港街道、東区街道、聯和街道、永和街道
- 鎮
  - 九竜鎮